# Даутбал
Даутбал (грч. Ωραιόκαστρο, Ореокастро) је град и седиште истоимене општине у периферији Средишња Македонија, Грчка. Према попису из 2021. године био је 22.691 становник.
Према бугарском географу и историчару, Василу Канчову, у Даутбалу је 1900. године живело 250 Словена хришћана. После 1922. године насељене су грчке избегличке породице из Турске, али је за њих било изграђено посебно насеље мало северније од старог насеља. Оба насеља су спојена 1926. године и на попису из 1928. село је имало 781 становника. Од 1936. до 1971. године насеља су се водила посебно, тако је сттаро насеље на попису из 1940 имало 403, а ново 726 становника. После Грчког грађанског рата у близини Даутбала су изграђена два насеља, Свети Димитрије и Галини, која су касније припојена Даутбалу.